# Африканис
Африканис — порода собак, издревле использующихся в качестве охотничьей, пастушьей, сторожевой собаки в Южной Африке.

## История породы
Считается, что африканисы — потомки собак Северной Африки, известных по наскальным рисункам, и собак Древнего Египта. Собаки прибыли в южную часть континента вместе с переселенцами сотни лет назад. На протяжении многих поколений они жили в деревнях, служили охранниками, помогали в охоте и пастьбе и развивались в изоляции под влиянием исключительно естественного отбора на протяжении двух тысячелетий. Со временем сформировалась аборигенная порода, идеально приспособленная к местным условиям и поэтому исключительно здоровая.
По мере развития городов собаки, жившие на их окраинах, стали подвергаться метизации, чаще всего с борзыми — такие помеси пользовались популярностью у браконьеров. Много лет этих собак считали обычными дворнягами, но на рубеже XX и XXI веков они привлекли внимание кинологов Йохана Галланта (Johan Gallant) и Джозефа Ситхола (Joseph Sithole). Они обнаружили, что в деревенские собаки до сих пор сохранили чистоту крови и представляют собой одну породу, что подтвердили генетические исследования. Й. Галлант предложил название породы (от латинского canis — собака).

## Внешний вид
Собака среднего размера, стройного телосложения, сухой комплекции с видимыми рёбрами, но мускулистая. Высота в холке 50-60 см (±2-3 см), длина корпуса чуть больше высоты в холке. Голова клиновидная, сильная, красиво очерченная, кожа на лбу часто морщится. Стоп выражен слабо, морда прямая и узкая, с большой мочкой носа. Глаза овальные, средней величины или довольно большие, цвет глаз может быть от жёлтого до чёрного. Выражение глаз умное, насторожённое и одновременно нежное. Уши треугольные, могут быть стоячими, висячими или загнутыми.
Шея стройная, сухая. Поясница слегка приподнята, круп короткий. Грудь неглубокая, ноги очень сильные, с видимыми мускулами и сухожилиями. Лапы большие, овальные. Хвост длинный, опушённый, кончик загнут кверху. Опущенный в спокойном состоянии, в движении может быть поднят до уровня спины или выше.  
Шерсть короткая, очень густая, с плотным подшёрстком в зависимости от сезона, встречаются особи с жёсткой шерстью. Возможен любой окрас.

## Темперамент
Поскольку на протяжении веков африканисы свободно бродили в районах проживания человека, в них сочетаются привязанность к людям и потребность в свободном месте и свободном передвижение. Люди, которым традиционно принадлежат эти собаки, не вступают с ними в телесный контакт. Однако места проживания этих собак редко бывают изолированными от людей, других собак и домашнего скота, что обеспечивает нормальную социализацию и адаптацию. От собак ожидается, что они будут выполнять свою работу без специального обучения, поэтому способность обучаться через подражание (аллеломиметические способности) развита очень сильно. Африканисы выносливы, отлично приспосабливаются к имеющимся условиям и в любых тестах демонстрируют очень высокий интеллект. Африканисы проявляют выраженное, но осторожное территориальное поведение. Они хорошо относятся к человеку, не будучи навязчивыми. Показывают высокий инстинкт выживания. Во время охоты собаки активны и бдительны, проявляют большое рвение и выносливость.
В качестве компаньона или домашнего питомца африканисы используются редко, требуют грамотного воспитания и могут проявлять агрессию к другим собакам, живущим в семье.